# Astrohydra
Genre
Astrohydra est un genre de limnoméduses (hydrozoaires) de la famille des Olindiidae.

## Liste d'espèces
Selon World Register of Marine Species (27 mars 2016), Astrohydra comprend l'espèce suivante :
- Astrohydra japonica Hashimoto, 1981